# 크리스마스 타임 (제니스의 음반)
"크리스마스 타임"는 2013년 12월 16일에 발매된 제니스의 두번째 미니음반이다. 에릭킴의 6번째 작품이다. 이 곡은 크리스마스 시즌을 맞이하여 제니스의 새로운 아카펠라 캐롤송으로 만들어졌다. "캐럴 메들리"와 "자이언트 트리 뉴 버전" 에릭킴의 "크리스마스 타임 피아노 연주 버전" 등 세 곡이 총 일곱 트랙으로 수록되었다.

## 수록곡 목록
전체 작사·작곡: 에릭킴
| #            | 제목                                                             | 작사·작곡    | 재생 시간 |
| ------------ | ---------------------------------------------------------------- | ------------ | --------- |
| 1.           | 〈크리스마스타임(Christmas Time)[아카펠라]〉                     | 에릭킴       | 3:39      |
| 2.           | 〈크리스마스 캐롤 메들리(Christmas Carol Medley)[아카펠라]〉     | 에릭킴(편곡) | 4:40      |
| 3.           | 〈자이언트 트리(Gint Tree)[아카펠라]〉                           | 에릭킴       | 2:39      |
| 4.           | 〈크리스마스 타임[Piano Version]〉                               | 에릭킴       | 4:46      |
| 5.           | 〈크리스마스 타임[Instrumental]〉                                | 에릭킴       | 3:40      |
| 6.           | 〈크리스마스 캐롤 메들리(Christmas Carol Medley)[Instrumental]〉 | 에릭킴(편곡) | 4:40      |
| 7.           | 〈자이언트 트리(Gint Tree)[Instrumental]〉                       | 에릭킴       | 4:46      |
| 총 재생 시간 | 총 재생 시간                                                     | 총 재생 시간 | 25:42     |

## 같이 보기
- 제니스
- 아카펠라